# Masahiro Yoshimura
Masahiro Yoshimura (n. 28 octombrie 1936, Uwajima, Prefectura Ehime, Japonia – d. 27 septembrie 2003) a fost un înotător japonez, medaliat olimpic. A participat la o ediție a Jocurilor Olimpice (1956) în care a câștigat o medalie de argint.

## Participări
Lista de mai jos prezintă principalele competiții la care a participat Masahiro Yoshimura de-a lungul carierei.
- swimming at the 1956 Summer Olympics – men's 200 metre breaststroke[*]